# Раколупи-Дужі
Раколупи-Дуже, або просто Раколупи (пол. Rakołupy Duże) — село в Польщі, у гміні Лісневичі Холмського повіту Люблінського воєводства. Населення — 202 особи (2011).

## Історія
1872 року місцева греко-католицька парафія налічувала 1373 вірян.
У 1975—1998 роках село належало до Холмського воєводства.

## Населення
Демографічна структура станом на 31 березня 2011 року:
|          | Загалом | Допрацездатний вік | Працездатний вік | Постпрацездатний вік |
| -------- | ------- | ------------------ | ---------------- | -------------------- |
| Чоловіки | 91      | 15                 | 66               | 10                   |
| Жінки    | 111     | 19                 | 60               | 32                   |
| Разом    | 202     | 34                 | 126              | 42                   |